# Aldo Baéz
Aldo Báez (ur. 5 września 1988 w Buenos Aires) – argentyński piłkarz grający na pozycji defensywnego pomocnika w klubie FC ŠTK 1914 Šamorín.